# 马家沟街道
马家沟街道，是中华人民共和国河北省唐山市开平区下辖的一个乡镇级行政单位。

## 行政区划
马家沟街道下辖以下地区：
冶疗社区、爱国里社区、葡萄园社区、南贵里社区、新工村社区、增华社区、马矿新区社区、新华社区和福利楼社区。